# Hatsavan (Kotayk)
Pour l’article homonyme, voir Hatsavan (Syunik).
Hatsavan (en arménien Հացավան) est une communauté rurale du marz de Kotayk, en Arménie. Elle compte 610 habitants en 2008.